# 左院
左院是日本明治時代的立法機構。
1871年，明治政府將太政官拆分為正院、左院、右院三個機構，左院位於正院之下。
左院的成員包括議長、一等至三等議員，以及書記。左院議員的任命權掌握在正院手裡，但左院的決議並不受正院限制。
1875年，左院被廢除，改為元老院。